# Кабео (лунный кратер)
Кратер Кабео — ударный кратер на видимой стороне Луне, находящийся примерно в 100 километрах от Южного полюса Луны. Название присвоено в честь  итальянского философа, теолога, инженера и математика Никколо Кабео (1586—1650); утверждено Международным астрономическим союзом в 1935 г. Впервые имя Кабео появилось на картах Луны в 1651 г., однако Джованни Риччиоли, введший это название, присвоил его кратеру, который сегодня называется Ньютон.

## Описание кратера

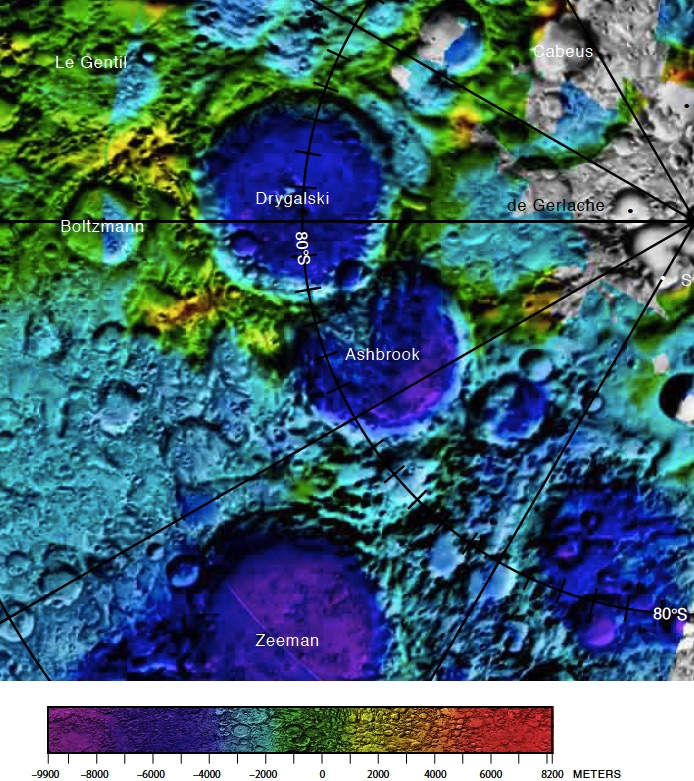
Окрестности кратера Кабео. Фрагмент карты области южного полюса Луны.

Ближайшими соседями кратера являются кратер Ибн Бадж на западе; кратер Дригальский на северо-западе; кратер Ньютон на севере-северо-востоке; кратер Малаперт на востоке; кратер Хауорт на юго-востоке и кратер Де Герлах на юго-западе. Селенографические координаты центра кратера 85°20′ ю. ш. 42°08′ з. д. / 85,33° ю. ш. 42,13° з. д., диаметр 100,6 км, глубина 5,71 км.
Кратер виден с Земли под углом и он практически постоянно находится в глубокой тени. Основная часть кратера освещается Солнцем в течение 25% лунного дня, внутренний склон вала получает освещение в течение 30% лунного дня, западная часть чаши находится в постоянной тени. Таким образом даже с искусственного спутника Луны можно заметить не так много деталей. Кратер имеет полигональную форму и значительно разрушен за время своего существования. Вал сглажен, местами полностью разрушен, перекрыт множеством кратеров различного размера. Лучше всего сохранилась северная и южная части вала. Внутренний склон вала имеет уклон 10-15°. Дно чаши кратера пересеченное, в центре чаши располагается небольшой хребет.

## Сателлитные кратеры
| Кабео | Координаты                                            | Диаметр, км |
| ----- | ----------------------------------------------------- | ----------- |
| A     | 82°05′ ю. ш. 40°14′ з. д. / 82,08° ю. ш. 40,24° з. д. | 40,9        |
| B     | 82°16′ ю. ш. 54°35′ з. д. / 82,26° ю. ш. 54,58° з. д. | 59,6        |

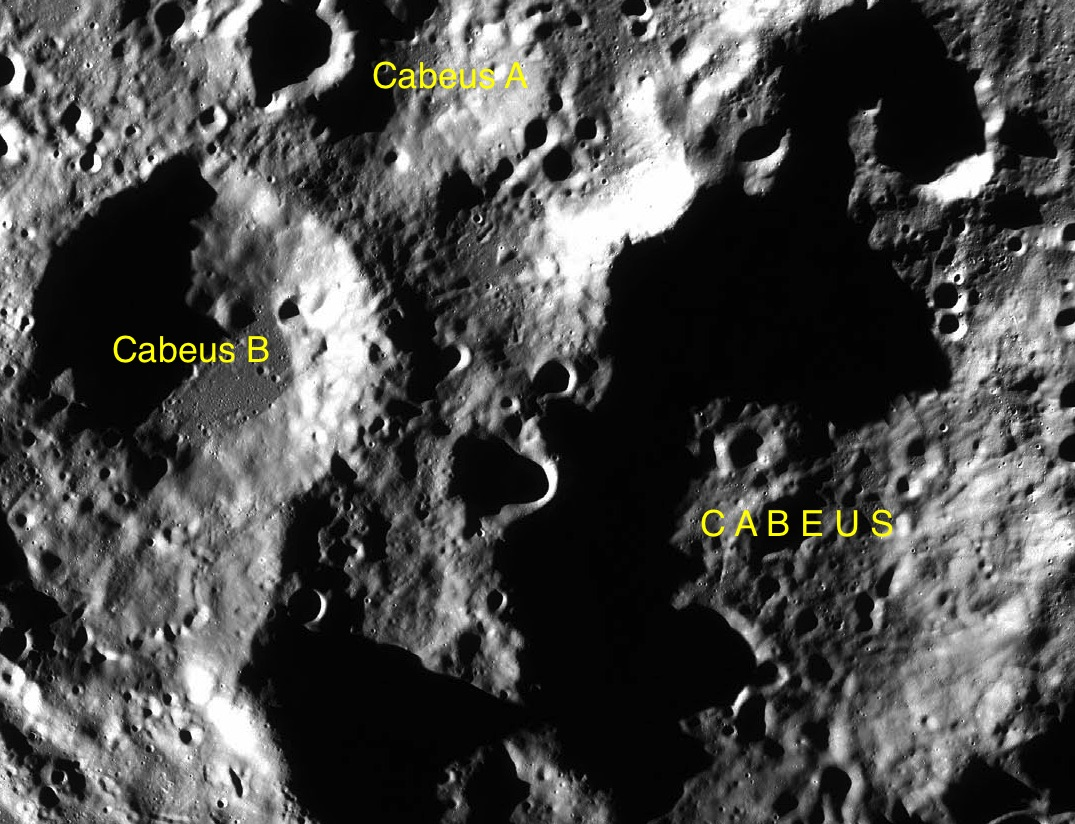
Фрагмент карты LAC-144.

- Образование сателлитного кратера Кабео B относится к нектарскому периоду[7].

## Эксперимент LCROSS

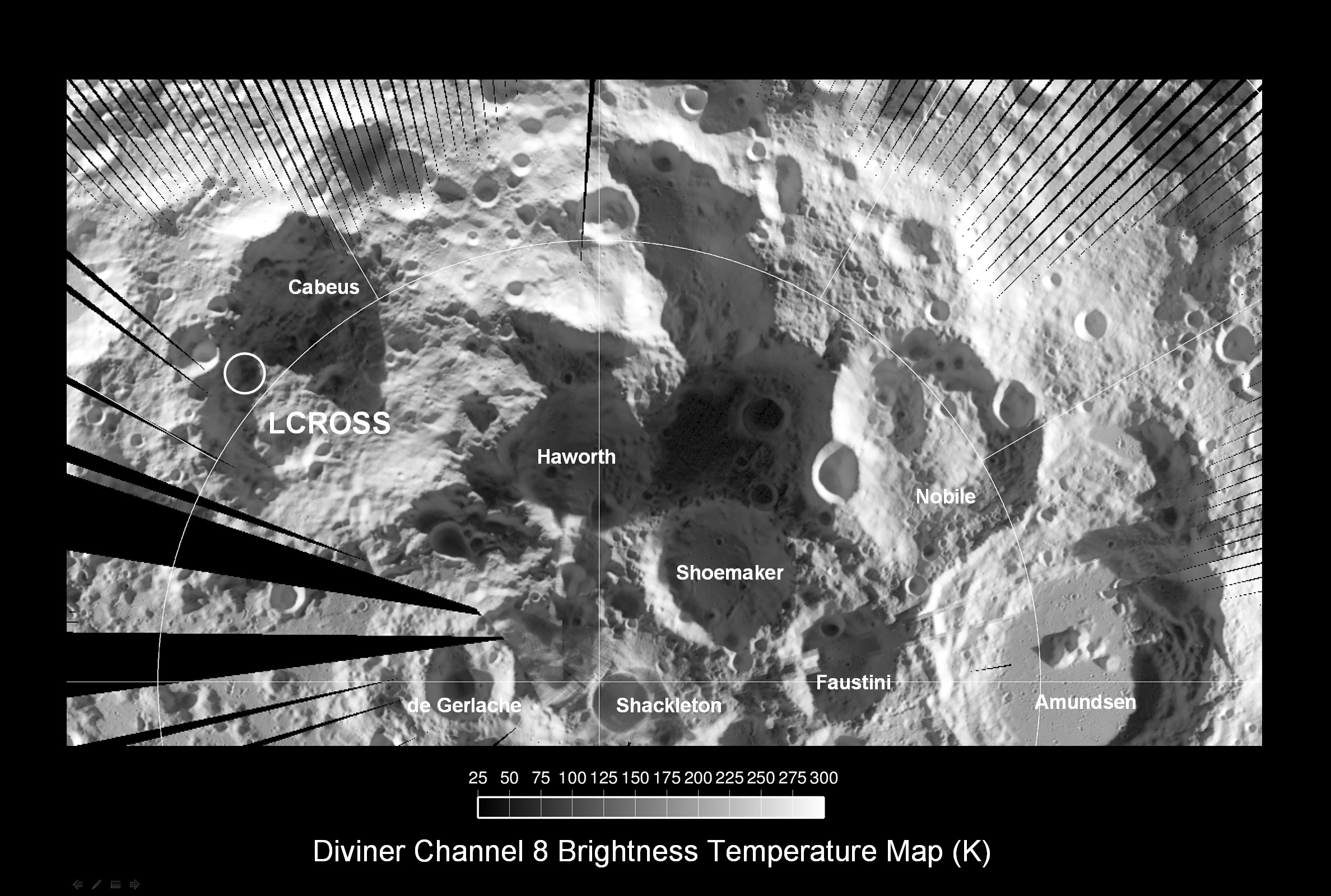
Температуры в южных приполярных кратерах Луны. Данные получены прибором DLRE Lunar Reconnaissance Orbiter.

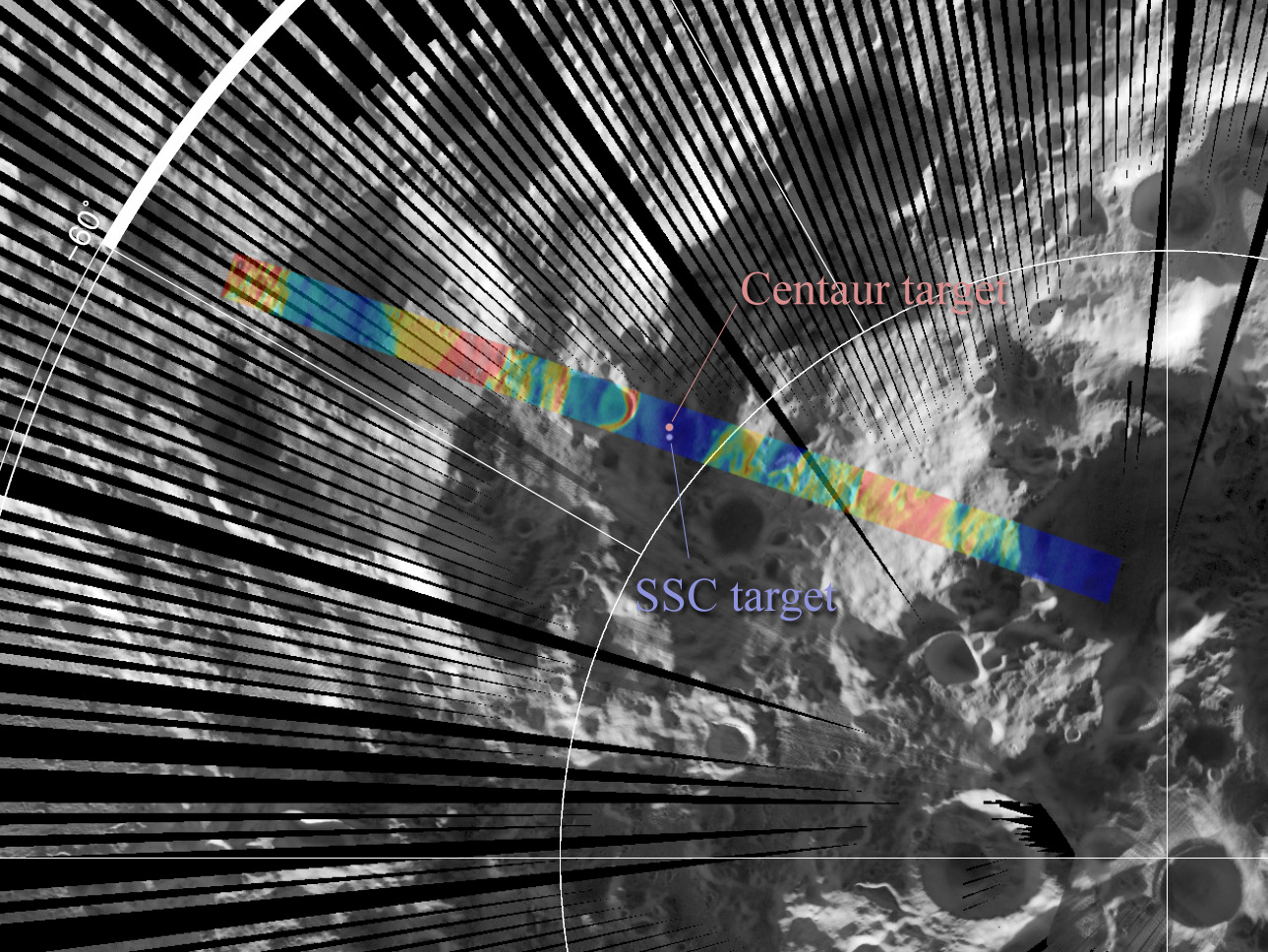
Места падения разгонного блока Центавр и зонда LCROSS.

Южный полярный регион Луны был исследован зондом «Lunar Prospector», который обнаружил в этом регионе следы водорода. Потенциальными источниками водорода могли послужить остатки комет или метеоритов или же солнечный ветер. 
Кратер Кабео достаточно велик, чтобы температура в тени не повышалась выше 100 K. Это позволяет водяному льду, если он там есть, сохраняться в течение миллиардов лет, не подвергаясь сублимации.
Для проверки этой гипотезы 9 октября 2009 года в кратер был сброшен разгонный блок «Центавр», выброшенную взрывом породу проанализировал зонд «LCROSS», который через несколько минут также разбился о дно кратера. При этом было обнаружено «значительное количество» воды.

## Интересные факты
Про кратер Кабео была составлена задача заключительного этапа Всероссийской олимпиады школьников по астрономии.

## См.также
- Список кратеров на Луне
- Лунный кратер
- Морфологический каталог кратеров Луны
- Планетная номенклатура
- Селенография
- Минералогия Луны
- Геология Луны
- Поздняя тяжёлая бомбардировка

1. ↑  Grego, Peter. The Moon and How to Observe it. — Birkhäuser[англ.], 2005. — С. 214. — ISBN 1852337486.
2. ↑  Карта окрестностей южного полюса Луны. Дата обращения: 5 июля 2020. Архивировано 18 сентября 2020 года.
3. ↑  Кратер Кабео на карте LAC-144. Дата обращения: 5 июля 2020. Архивировано 29 июля 2020 года.
4. ↑  Справочник Международного Астрономического Союза. Дата обращения: 5 июля 2020. Архивировано 27 ноября 2020 года.
5. ↑  John E. Westfall's Atlas of the Lunar Terminator, Cambridge Univ. Press (2000). Дата обращения: 30 декабря 2014. Архивировано 18 декабря 2014 года.
6. ↑  Kozlova, E. A.; Lazarev, E. N. (March 1–5, 2010). "Proceedings, 41st Lunar and Planetary Science Conference". The Woodlands, Texas. p. 1779. Bibcode:2010LPI....41.1779K
7. ↑  Lunar Impact Crater Database. Losiak A., Kohout T., O’Sulllivan K., Thaisen K., Weider S. (Lunar and Planetary Institute, Lunar Exploration Intern Program, 2009); updated by Öhman T. in 2011. Archived page.
8. ↑  Margot, J. L. Topography of the Lunar Poles from Radar Interferometry: A Survey of Cold Trap Locations (англ.) : journal. — 1999. — 4 June (vol. 284, no. 5420). — P. 1658—1660. — doi:10.1126/science.284.5420.1658.
9. ↑  Feldman, W. C.; et al. Evidence for water ice near the lunar poles (англ.) // Journal of Geophysical Research[англ.]. — 2001. — Vol. 106, no. E10. — P. 23,231—23,251. — doi:10.1029/2000JE001444.
10. ↑  NASA начинает бомбардировки Луны — Луна, NASA — Росбалт Архивная копия от 12 октября 2009 на Wayback Machine
11. ↑  Джонатан Эймос. Научный отдел Би-Би-Си. «На Луне нашли „значительное количество“ воды». Дата обращения: 14 ноября 2009. Архивировано 19 июля 2011 года.
12. ↑  Условия и решения задач теоретического и практического туров. Методическая комиссия Всероссийской олимпиады школьников по астрономии (2012). Дата обращения: 27 июля 2014. Архивировано 10 августа 2014 года.